# 共和水库 (玉林)
共和水库是中国广西壮族自治区玉林市福绵区沙田镇境内的一座水库，位于南流江支流苏立河上，建于1960年。水库正常库容为713万立方米，集雨面积为16平方千米，海拔为92.78米。